# Gyorskorcsolya az 1928. évi téli olimpiai játékokon
Az 1928. évi téli olimpiai játékokon gyorskorcsolyában három versenyszámot rendeztek. A 10 000 méteres versenyt az enyhe időjárás miatt félbeszakították. Az ekkor már 35 éves Clas Thunberg finn gyorskorcsolyázó két aranyérmet nyert az Chamonix-ban szerzett három arany-, egy ezüst- és egy bronzérme mellé. Magyarországot egy versenyző képviselte ebben a sportágban.

## Részt vevő nemzetek
A versenyeken 14 nemzet 40 sportolója vett részt.
- Ausztria (AUT) (3)
- Egyesült Államok (USA) (4)
- Észtország (EST) (2)
- Finnország (FIN) (6)
- Franciaország (FRA) (2)
- Hollandia (NED) (2)
- Lettország (LAT) (1)
- Litvánia (LTU) (1)
- Kanada (CAN) (3)
- Magyarország (HUN) (1)
- Nagy-Britannia (GBR) (3)
- Németország (GER) (3)
- Norvégia (NOR) (8)
- Svédország (SWE) (1)

## Éremtáblázat
(Az egyes számoszlopok legmagasabb értéke, vagy értékei vastagítással kiemelve.)
| Az 1928. évi téli olimpiai játékok éremtáblázata gyorskorcsolyában | Az 1928. évi téli olimpiai játékok éremtáblázata gyorskorcsolyában | Az 1928. évi téli olimpiai játékok éremtáblázata gyorskorcsolyában | Az 1928. évi téli olimpiai játékok éremtáblázata gyorskorcsolyában | Az 1928. évi téli olimpiai játékok éremtáblázata gyorskorcsolyában | Olimpia  |
| ------------------------------------------------------------------ | ------------------------------------------------------------------ | ------------------------------------------------------------------ | ------------------------------------------------------------------ | ------------------------------------------------------------------ | -------- |
|                                                                    | Ország                                                             | Arany                                                              | Ezüst                                                              | Bronz                                                              | Összesen |
| 1.                                                                 | Norvégia (NOR)                                                     | 2                                                                  | 1                                                                  | 3                                                                  | 6        |
| 2.                                                                 | Finnország (FIN)                                                   | 2                                                                  | 1                                                                  | 1                                                                  | 4        |
|                                                                    |                                                                    |                                                                    |                                                                    |                                                                    |          |
| 3.                                                                 | Egyesült Államok (USA)                                             | 0                                                                  | 0                                                                  | 1                                                                  | 1        |
|                                                                    |                                                                    |                                                                    |                                                                    |                                                                    |          |
| Összesen                                                           | Összesen                                                           | 4                                                                  | 2                                                                  | 5                                                                  | 11       |

## Érmesek
| Az 1928. évi téli olimpiai játékok érmesei gyorskorcsolyában |                                                          |                                                          |                                                          |                                                          |                                                          |                                                          |
| Versenyszám                                                  | Arany                                                    | Arany                                                    | Ezüst                                                    | Ezüst                                                    | Bronz                                                    | Bronz                                                    |
| 500 m                                                        | Bernt Evensen · Norvégia (NOR)                           | 43,4                                                     | nem adták ki                                             | nem adták ki                                             | John O'Neil Farrell · Egyesült Államok (USA)             | 43,6                                                     |
| 500 m                                                        | Clas Thunberg · Finnország (FIN)                         | 43,4                                                     | nem adták ki                                             | nem adták ki                                             | Jaakko Friman · Finnország (FIN)                         | 43,6                                                     |
| 500 m                                                        | Clas Thunberg · Finnország (FIN)                         | 43,4                                                     | nem adták ki                                             | nem adták ki                                             | Roald Larsen · Norvégia (NOR)                            | 43,6                                                     |
| 1500 m                                                       | Clas Thunberg · Finnország (FIN)                         | 2:21,1                                                   | Bernt Evensen · Norvégia (NOR)                           | 2:21,9                                                   | Ivar Ballangrud · Norvégia (NOR)                         | 2:22,6                                                   |
| 5000 m                                                       | Ivar Ballangrud · Norvégia (NOR)                         | 8:50,5                                                   | Julius Skutnabb · Finnország (FIN)                       | 8:59,1                                                   | Bernt Evensen · Norvégia (NOR)                           | 9:01,1                                                   |
| 10 000 m                                                     | félbeszakadt a jég olvadása miatt, nem osztottak érmeket | félbeszakadt a jég olvadása miatt, nem osztottak érmeket | félbeszakadt a jég olvadása miatt, nem osztottak érmeket | félbeszakadt a jég olvadása miatt, nem osztottak érmeket | félbeszakadt a jég olvadása miatt, nem osztottak érmeket | félbeszakadt a jég olvadása miatt, nem osztottak érmeket |